# John Langenus

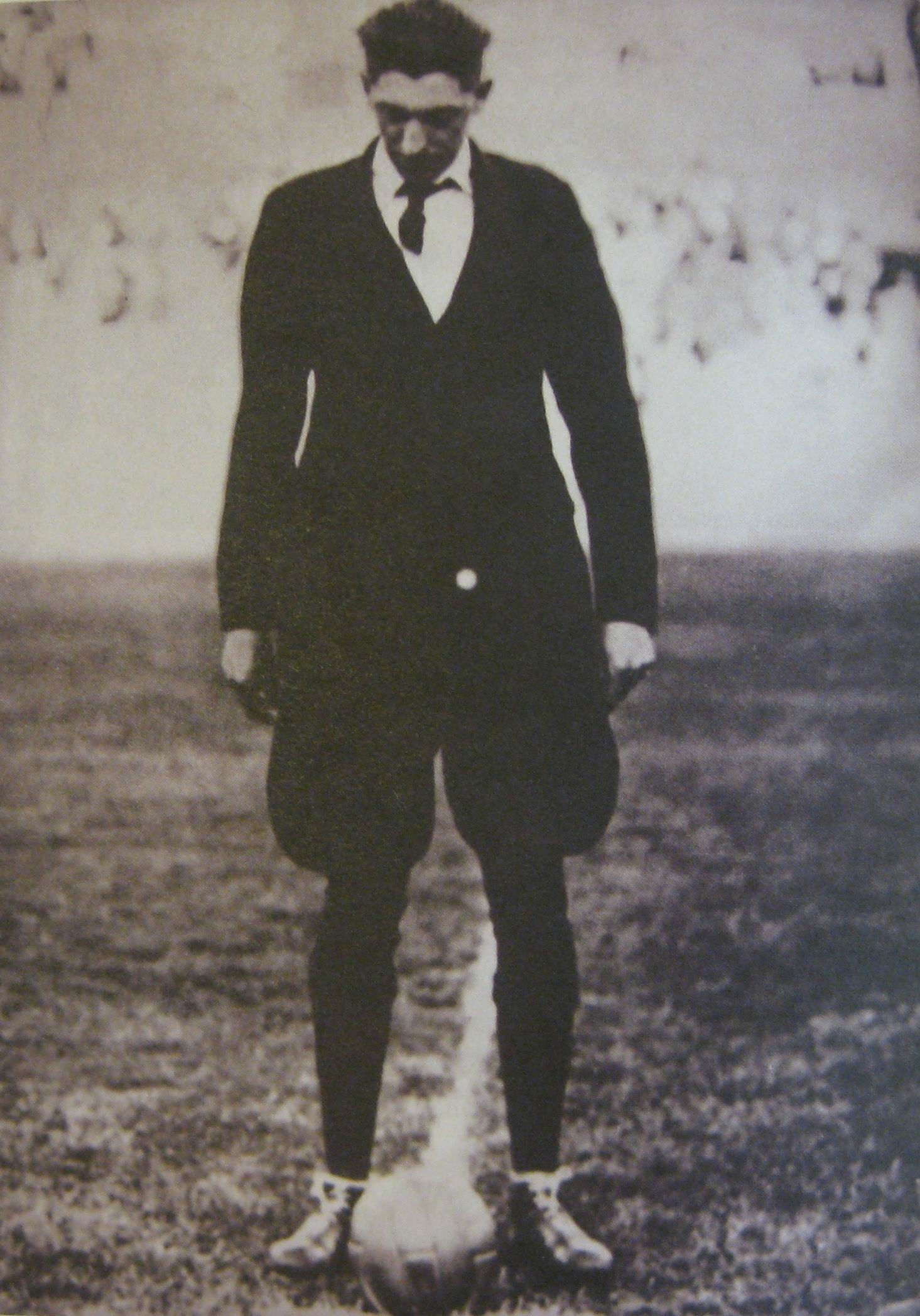
Langenus in typischer Spielkleidung

John „Jean“ Langenus (* 8. Dezember 1891 in Antwerpen; † 1. Oktober 1952 ebenda) war ein belgischer Fußballschiedsrichter. Er leitete 1930 das Finale der ersten Fußball-Weltmeisterschaft.

## Leben und Karriere
Langenus begann seine Karriere als aktiver Fußballspieler bei AS Antwerpen, wechselte jedoch nach einer Verletzung bald in die Rolle des Unparteiischen und leitete 1912 sein erstes Spiel in der höchsten belgischen Spielklasse.
Hauptberuflich war Langenus Beamter in der Provinzverwaltung Antwerpens und beherrschte mehrere Sprachen, was ihm auch bald internationale Einsätze einbrachte. Mit seiner Körpergröße von 1,90 Metern war er eine imposante Erscheinung auf dem Platz, was noch dadurch verstärkt wurde, dass er stets mit Krawatte und Knickerbocker antrat.
Nachdem er 1920 sein erstes internationales Spiel zwischen den Soldatenteams von Frankreich und England leitete, wurde er 1924 FIFA-Schiedsrichter und kam im September dieses Jahres zu seinem ersten A-Länderspiel, als er in Stockholm die Begegnung Schweden gegen Norwegen pfiff.
Nachdem er bereits mehrere Partien des ersten Europapokals für Nationalmannschaften geleitet hatte, nahm er 1928 an seinem ersten großen Turnier teil, nämlich an den Olympischen Spielen in Amsterdam. Dort wurde ihm neben dem Achtelfinalspiel des späteren Turniersiegers Uruguay auch das Spiel um den dritten Platz anvertraut. Zudem kam er im ersten Finale zwischen Uruguay und Argentinien als Linienrichter zum Einsatz. Höhepunkt seiner Karriere war die erste Fußball-Weltmeisterschaft, die 1930 in Uruguay stattfand. Langenus leitete neben zwei Gruppenspielen und einem Halbfinale auch das Endspiel zwischen Uruguay und Argentinien. Vor Anpfiff des Endspiels zwischen den rivalisierenden Nachbarländern bestand Langenus darauf, dass die 60.000 Zuschauer auf Waffen untersucht wurden. Daraufhin wurden insgesamt 1.600 Pistolen beschlagnahmt.
Im Dezember 1932 war er Spielleiter der Begegnung zwischen England und dem österreichischen Wunderteam in London, das die Briten knapp mit 4:3 gewannen und über das Langenus später sagen sollte: „Den schönsten Kampf meiner Laufbahn habe ich in Stamford Bridge erlebt. Viele Situationen habe ich heute noch vor meinen Augen, als wäre das Spiel erst gestern abgerollt.“ Mit den Österreichern blieb er auch weiterhin verbunden, denn er pfiff sowohl 1932 das 2:2 gegen Schottland in Glasgow, als erstmals eine Mannschaft vom Kontinent in einem Länderspiel auf der Insel ungeschlagen blieb, als auch 1936 den 2:1-Heimsieg gegen die Engländer.
Obwohl Langenus zu den anerkanntesten Schiedsrichtern Europas gehörte, durfte er bei der Fußball-Weltmeisterschaft 1934 nur ein Achtelfinalspiel leiten. Angesichts der Leistungen mancher seiner Schiedsrichterkollegen im weiteren Verlauf dieses Turniers erscheint es zumindest auffällig, dass man auf den Belgier verzichtete. Langenus bezeichnete das Turnier später als „das größte Sportfiasko aller Zeiten.“ Seine letzten Einsätze bei einem bedeutenden Turnier hatte er anlässlich der Fußball-Weltmeisterschaft 1938, als er beim 1:1 zwischen der Schweiz und Deutschland sowie im Spiel um Rang drei auf dem Platz stand.
Seine letzte internationale Begegnung pfiff er im Juni 1939, insgesamt kam er auf 64 Länderspiele. In der belgischen Liga war er noch bis 1944 aktiv. Daneben war er auch als Journalist (teilweise sogar für den kicker als Berichterstatter für von ihm selbst geleitete Spiele) und Buchautor tätig.